# Râul Lippe
Lippe este un râu cu o lungime de 220 km, afluent pe versantul drept al Rinului.